# Скубі-Ду! (фільм, 2020)
Скубі-Ду (англ. Scoob!) — американський анімаційний фільм 2020 року з франшизи Скубі-Ду. Прем'єра фільму відбулася 15 травня 2020 року (у США).

## Сюжет
Якось хлопчик на ім'я Шеггі зустрічає бездомне щеня, якому дає кличку Скубі-Ду. Це стає початком не тільки справжньої дружби, а й безлічі дивовижних подій, в яких головні герої беруть найактивнішу участь. За підтримки школярів Дафні, Фредді і Вельми приятелі створюють приватне детективне агентство, мріючи допомагати міській владі справлятися з різними злочинцями. Незабаром настає момент, коли відважним детективам доводиться зіткнутися з реальною небезпекою: Підлий Дік збирається випустити на свободу Цербера, моторошну собаку-привида, а відчайдушна команда повинна за всяку ціну зупинити апокаліпсис.

## Ролі озвучували
| Актор             | Роль                  |
| ----------------- | --------------------- |
| Френк Велкер      | Скубі-Ду              |
| Вілл Форте        | Шеггі                 |
| Ієн Армітідж      | Шеггі в дитинстві     |
| Джина Родрігес    | Велма                 |
| Аріана Грінблатт  | Велма в дитинстві     |
| Зак Ефрон         | Фред                  |
| Пірс Ганьон       | Фред в дитинстві      |
| Аманда Сейфрід    | Дафна                 |
| Маккенна Грейс    | Дафна в дитинстві     |
| Марк Волберг      | Блакитний Сокіл       |
| Джейсон Айзекс    | Дік Дастардлі         |
| Кірсі Клемонс     | Ді Ді Ді Сайкс        |
| Кен Джонг         | Динометт, Диво-Собака |
| Трейсі Морган     | капітан Кавман        |
| Крістіна Гендрікс | офіцер Джафф          |

## Український дубляж
Фільм дубльовано студією «Postmodern» у 2020 році.
Ролі дублювали: Володимир та Дмитро Терещуки, Павло Скороходько, Андрій Федінчик, Роман Чорний, Олег Лепенець, Катерина Манузіна, Катерина Брайковська, Юлія Перенчук, Юлія Шаповал та інші.